# Janusz Bełza
Janusz „Jan” Bełza, ps. „Bernard” (ur. 14 lutego 1925 w Warszawie, zm. 16 lipca 2020) – polski i amerykański neurochirurg, wykładowca akademicki, powstaniec warszawski, działacz kombatancki.

## Życiorys
Był synem Stanisława i Zofii z Urbaniaków. Miał brata plut. Wiesława Bełzę ps. „Pyza”, który również brał udział w powstaniu warszawskim. Przed wojną uczęszczał do I Miejskiego Gimnazjum i Liceum im. gen. Józefa Sowińskiego w Warszawie. Podczas wojny kontynuował naukę na tajnych kompletach w tej samej szkole.
Brał udział w kampanii wrześniowej jako 14-letni ochotnik. W czasie powstania był w stopniu kaprala podchorążego żołnierzem plutonu kwatermistrzostwa w batalionie „Czata 49” Zgrupowania „Radosław”. Od 6 do 12 sierpnia był kierowcą ciężarówki rozwożącym artykuły spożywcze z ulicy Stawki do magazynów na Starym Mieście. 28 sierpnia został przysypany gruzem podczas akcji ratunkowej przy ul. Mławskiej 3. Z narażeniem życia pod ostrzałem granatników wyciągał ludzi z zawalonego budynku. Doznał wtedy złamania obojczyka i urazu głowy. W nocy z 30 na 31 sierpnia był w grupie żołnierzy desantujących się z kanałów na plac Bankowy. Po reorganizacji oddziałów powstańczych służył w 21. pułku piechoty im. Dzieci Warszawy 8. Dywizji Piechoty Armii Krajowej im. Romualda Traugutta. Dostał się do niewoli niemieckiej. Od 8 października 1944 przebywał w Stalagu 344 Lamsdorf w Łambinowicach k. Opola. 21 października 1944 został przeniesiony do Stalagu XVIII C Markt-Pongau. W kwietniu 1945 uciekł z obozu jenieckiego i przedostał się do Szwajcarii, skąd udał się do Włoch i przyłączył się do II Korpusu Polskiego gen. Andersa.
Po wojnie pozostał na emigracji. W 1947 rozpoczął studia medyczne na Uniwersytecie Zuryskim. Po 1950 zamieszkał w Stanach Zjednoczonych. W stopniu kapitana armii amerykańskiej brał udział w wojnie koreańskiej. Służył także jako lekarz w oddziałach amerykańskich stacjonujących w Berlinie. Uzyskał stopień doktora nauk medycznych. Pracował w Pebble Beach w Kalifornii. Był także profesorem w Departamencie Neurochirurgii Dorosłych na Uniwersytecie Stanforda. Jako lekarz w latach 70. przylatywał do Polski i bezpłatnie operował pacjentów. Wspomagał finansowo działalność grup rekonstrukcyjnych, przedsięwzięcia wydawnicze i budowę upamiętnień dot. powstania warszawskiego. 4 maja 2019 został awansowany do stopnia porucznika Wojska Polskiego.
Zmarł 16 lipca 2020. Został pochowany na San Carlos Cemetery w Monterey w Kalifornii.

## Ordery i odznaczenia
- Krzyż Komandorski Orderu Odrodzenia Polski (24 lipca 2019)[9]
- Krzyż Oficerski Orderu Odrodzenia Polski (28 sierpnia 2009)[10]
- Krzyż Walecznych (1944)[1]
- Medal Stulecia Odzyskanej Niepodległości[7]